# プライベートキングダム
『プライベートキングダム』は、真鍋陽による日本の漫画作品。漫画アプリ『GANMA!』にて2014年4月8日から連載を開始した。同時連載で「ガゼルグラビティ」(現在完結)も連載されていた。

## あらすじ
自らの胸に潜む殺人プログラム「プライベートキングダム」と、ブレイン計画Xの生き残り「22番」は自らを絶望に追い込んだ計画実行員全員に復讐をしようとする。

## 登場人物
22番
本作の主人公。プライベートキングダムに囚われた少年。エニアグラムの核「孤独」を注入されてプライベートキングダムを胸に潜ませる。プライベートキングダムが消えた後、「ジェフリー・メイソン」という偽名で生活する。
しかし孤独が強くなっていくごとにプライベートキングダムを呼び出すことになり、虚無に何度も飲まれてしまう。後に「サリバン・ブラック」という名前を思い出す。他の適合者からは、「ジェフ」「孤独」「22番」と呼ばれる。
デハイギ・コフィン
恐怖の適合者。ハンス達の家にいたジェフのプライベートキングダムを倒すためにアントニオにワクチン弾を渡す。22番に偽名を渡した。恐怖のプログラム 「ラスピングゴースト」を操り倒すべき相手のみを倒す。
モニカ・ミュレーン
嫉妬の適合者。22番を殺すため、病院を襲撃した少女。しかし自らが虚無に飲まれてしまいプログラム「エドルブーケ」に操られてしまう。しかし命も考えず自分を助けようとしたジェフ(22番)を仲間だと思うようになりジェフ、デハイギとともに行動する。
ハンス・アルファン
軍隊に入っている青年。突然大佐になったものの名誉を残すために仲間全員に突撃を命令し自分だけ生き残ってしまう。それが原因で生まれた「憂鬱」の感情の核で生まれたプログラム「ストップビート」に操られて、自分の姉のクロエを殺してしまう。
オーボレル・ルーサー
憎悪の適合者。適合者の目(憎悪、猜疑心、憤怒、孤独、恐怖、嫉妬、憂鬱、悲観、侮蔑)の目を集め、人形を操ろうとしていた。「ドライドラング」の力を使い、アントニオらを始末する。適合者全員でカインを倒そうとするも時間停止で両目を潰されて死亡する。